# Tian Houwei
Tian Houwei (chinesisch 田厚威; * 11. Januar 1992 in Fuzhou) ist ein chinesischer Badmintonspieler.

## Karriere
Tian Houwei gewann bei der Juniorenasienmeisterschaft 2009 den Titel im Herreneinzel. 2011 stand er im Finale der Russia Open, unterlag dort aber gegen seinen Landsmann Zhou Wenlong. Bei den Canada Open des gleichen Jahres wurde er Neunter.
Bei den Yonex Australia Open 2013 machte er auf sich aufmerksam, als er trotz Außenseiterrolle zunächst im Halbfinale gegen den Weltranglistenersten Lee Chong Wei aus Malaysia gewann und auch das Finale gegen Xue Song aus China für sich entschied. Damit sicherte er sich seinen ersten Grand Prix-Titel.

## Erfolge
| Datum         | Turnier                           | Kategorie    | Ergebnis |
| ------------- | --------------------------------- | ------------ | -------- |
| 19. Juli 2009 | Juniorenasienmeisterschaft        | Herreneinzel | Sieger   |
| 3. Juli 2011  | Russia Open                       | Herreneinzel | Finalist |
| 24. Juli 2011 | Canada Open                       | Herreneinzel | 9. Platz |
| 7. April 2013 | Yonex Australia Open 2013, Sidney | Grand Prix   | Sieger   |